# 塔拉诺
塔拉诺（義大利語：Tarano），是意大利列蒂省的一个市镇。总面积20.08平方公里，人口1461人，人口密度72.8人/平方公里（2009年）。ISTAT代码为057067。